# فيديريكو كاتانيو
فيديريكو كاتانيو (بالإيطالية: Federico Cattaneo)‏ هو منافس ألعاب قوى إيطالي، ولد في 14 يوليو 1993 في سارونو في إيطاليا.

## وصلات خارجية
- فيديريكو كاتانيو على موقع الاتحاد الدولي لألعاب القوى (الإنجليزية)
- فيديريكو كاتانيو على موقع الاتحاد الإيطالي لألعاب القوى (الإيطالية)
- فيديريكو كاتانيو على موقع الدوري الماسي (الإنجليزية)